# Red Colombiana de Lugares de Memoria
La Red Colombiana de Lugares de Memoria (RCLM) es una iniciativa que promueve la reconstrucción y preservación de la memoria histórica de Colombia. Fue establecida en 2015, y desde octubre de 2017 forma parte de la Red de Sitios de Memoria Latinoamericanos y Caribeños (RESLAC) y la Coalición Internacional de Sitios de Conciencia.

## Actividad
Las actividades de la red se enfocan en crear espacios para que las comunidades intercambien información alrededor de su memoria histórica, cultural y artística. También se ha enfocado en acompañar la implementación de los acuerdos de paz entre el gobierno y las FARC-EP, por medio del apoyo a las actividades de la Comisión para el Esclarecimiento de la Verdad, la Convivencia y la No Repetición.
La RCLM también se ha pronunciado, por medio de cartas abiertas y comunicados, respecto a la actividad política colombiana en lo relacionado con la memoria histórica del país. En octubre de 2018, la red manifestó abiertamente su oposición al nombramiento del periodista Mario Javier Pacheco como director del Centro Nacional de Memoria Histórica (CNMH), y en noviembre del mismo año pidió al presidente Iván Duque que evite la "monopolización de la memoria histórica" por parte del Estado. Uno de los objetivos de la red al respecto es que las juntas directivas de los lugares de memoria de Colombia y del Museo Nacional de memoria estén conformadas en mínimo un 70% por académicos u organizaciones de víctimas o de derechos humanos, y máximo en un 30% por miembros del gobierno nacional.

## Lugares de memoria
La red incluye 28 lugares de memoria distribuidos por todo el territorio de Colombia. Algunos de esos lugares han trabajado desde hace más de dos décadas en procesos de memoria, verdad y paz.
| Nombre                                                                                      | Ubicación                     | Año de establecimiento |
| ------------------------------------------------------------------------------------------- | ----------------------------- | ---------------------- |
| Centro Integral de Formación y Fortalecimiento Espiritual y Cultural Wiwa - CIFFEC          | Santa Marta, Magdalena        | 2013                   |
| Centro de Memoria del Conflicto                                                             | Valledupar, Cesar             | 2011                   |
| Kiosco de la Memoria                                                                        | San Juan Nepomuceno, Bolívar  | 2013                   |
| Museo Comunitario de San Jacinto                                                            | San Jacinto, Bolívar          | 1984                   |
| Museo Itinerante de la Memoria y la Identidad de los Montes de María                        | El Carmen de Bolívar, Bolívar | 2010                   |
| Casa de la Memoria de El Salado                                                             | El Carmen de Bolívar, Bolívar | 2010                   |
| Centro Social y Comunitario: Remanso de Paz                                                 | Turbo, Antioquia              | 2014                   |
| Lugar de Memoria del Atrato Bojayá                                                          | Bojayá, Chocó                 | 2002                   |
| Museo Casa de la Memoria                                                                    | Medellín, Antioquia           | 2009                   |
| Asociación de Víctimas Unidas del municipio de Granada, Antioquia ASOVIDA                   | Granada, Antioquia            | 2007                   |
| Centro de Acercamiento para la Reconciliación y la Reparación CARE                          | San Carlos, Antioquia         | 2006                   |
| Parque Monumento de Trujillo                                                                | Trujillo, Valle del Cauca     | 1995                   |
| Capilla de la Memoria de Buenaventura                                                       | Buenaventura, Valle del Cauca | 2009                   |
| Casa de la Memoria Triana - Buenaventura                                                    | Buenaventura, Valle del Cauca | 2008                   |
| Centro de Memoria, Paz y Reconciliación                                                     | Bogotá, Bogotá                | 2012                   |
| Colectivo Sociojurídico Orlando Fals Borda                                                  | Bogotá, Bogotá                | 2006                   |
| Museo Nacional de la Memoria                                                                | Bogotá, Bogotá                | 2017                   |
| Movice Capítulo Valle del Cauca                                                             | Cali, Valle del Cauca         | 2005                   |
| Galería de la Memoria Tiberio Fernández Mafla                                               | Cali, Valle del Cauca         | 2007                   |
| El Tente                                                                                    | Villavicencio, Meta           | 2011                   |
| Centro de Memoria del Departamento del Meta                                                 | Villavicencio, Meta           | 2015                   |
| Rutas de Memoria El Castillo - Meta                                                         | El Castillo, Meta             | 2014                   |
| Casa de la Memoria de la Costa Pacífica Nariñense                                           | Tumaco, Nariño                | 2013                   |
| La Piedra de San Lorenzo                                                                    | Samaniego, Nariño             | 2008                   |
| Museo de la Memoria Histórica Tras las Huellas del Placer                                   | Valle del Guamuez, Putumayo   | 2014                   |
| Museo Caquetá                                                                               | Florencia, Caquetá            | 2009                   |
| Bosque de la Memoria                                                                        | Cartagena del Chairá, Caquetá | 2015                   |
| La Casa de la Memoria Viva de los Hijos del Tabaco, Coca y Yuca dulce La Chorrera, Amazonas | La Chorrera, Amazonas         | 1986                   |